# 程海白魚
程海白鱼（学名：Anabarilius liui chenghaiensis）为輻鰭魚綱鯉形目鯝科白鱼属的鱼类，分布于亞洲中國雲南省，體長可達22.3公分。

## 扩展阅读
維基物種上的相關：程海白鱼